# Boat
Boat (ang. Boat)	– amerykański film  krótkometrażowy  z 2007 r. w reżyserii Davida Lyncha.

## Obsada
- Emily Stofle użyczyła głosu
- David Lynch jako on sam